# Episodi di Die Rosenheim-Cops (undicesima stagione)
L'undicesima stagione della serie televisiva Die Rosenheim-Cops è stata trasmessa in anteprima in Germania dalla ZDF tra il 13 settembre 2011 e il 10 aprile 2012.
| nº | Titolo originale                  | Titolo italiano | Prima TV Germania | Prima TV Italia |
| -- | --------------------------------- | --------------- | ----------------- | --------------- |
| 1  | Der Preis der Schönheit           | inedito         | 13 settembre 2011 | inedito         |
| 2  | Tod eines Schiris                 | inedito         | 20 settembre 2011 | inedito         |
| 3  | Die Spitze der Feder              | inedito         | 27 settembre 2011 | inedito         |
| 4  | Mord mit Schönheitsfehlern        | inedito         | 4 ottobre 2011    | inedito         |
| 5  | Der Fall Stockl                   | inedito         | 18 ottobre 2011   | inedito         |
| 6  | Das letzte Rezept                 | inedito         | 25 ottobre 2011   | inedito         |
| 7  | Alles hat seinen Preis            | inedito         | 1º novembre 2011  | inedito         |
| 8  | Tödliche Heimkehr                 | inedito         | 8 novembre 2011   | inedito         |
| 9  | Krons letzte Reise                | inedito         | 15 novembre 2011  | inedito         |
| 10 | Ein Testament kommt selten allein | inedito         | 22 novembre 2011  | inedito         |
| 11 | Der Blumenmörder von Rosenheim    | inedito         | 29 novembre 2011  | inedito         |
| 12 | Teufel in Weiß                    | inedito         | 6 dicembre 2011   | inedito         |
| 13 | Sport ist Mord                    | inedito         | 13 dicembre 2011  | inedito         |
| 14 | Ein Fall von Blattschuss          | inedito         | 20 dicembre 2011  | inedito         |
| 15 | Die Ratsherren von Rosenheim      | inedito         | 27 dicembre 2011  | inedito         |
| 16 | Jagd auf Watzmann                 | inedito         | 3 gennaio 2012    | inedito         |
| 17 | Tod im Schrebergarten             | inedito         | 10 gennaio 2012   | inedito         |
| 18 | Die letzte Sendung                | inedito         | 17 gennaio 2012   | inedito         |
| 19 | Eine Überraschung für Mohr        | inedito         | 24 gennaio 2012   | inedito         |
| 20 | Der letzte Wille                  | inedito         | 31 gennaio 2012   | inedito         |
| 21 | Anruf für eine Leiche             | inedito         | 7 febbraio 2012   | inedito         |
| 22 | Die letzte Sitzung                | inedito         | 14 febbraio 2012  | inedito         |
| 23 | Ein Tod nach Wahl                 | inedito         | 21 febbraio 2012  | inedito         |
| 24 | Zu hoch hinaus                    | inedito         | 28 febbraio 2012  | inedito         |
| 25 | Der große Preis von Rosenheim     | inedito         | 6 marzo 2012      | inedito         |
| 26 | Ein Fall von Hochmut              | inedito         | 13 marzo 2012     | inedito         |
| 27 | Tod im Swimmingpool               | inedito         | 20 marzo 2012     | inedito         |
| 28 | Tod auf Waikiki                   | inedito         | 27 marzo 2012     | inedito         |
| 29 | Ein ganz besonderer Gast          | inedito         | 3 aprile 2012     | inedito         |
| 30 | Mord in feiner Gesellschaft       | inedito         | 10 aprile 2012    | inedito         |